# 静かの基地
静かの基地（しずかのきち、ラテン語: Statio Tranquillitatis、英語: Tranquillity Base）は、1969年7月20日にアポロ11号の月着陸船が着陸した場所である。
月面緯度0度41分15秒、月面経度23度26分0秒で、静かの海の南西、サビーンとリッターの東方、モルトケの北方に位置する。
静かの基地のごく近くにある谷がアメリカ国道1号線 (U.S. Highway Number 1) というコードネームが付与されてきた。

## 画像

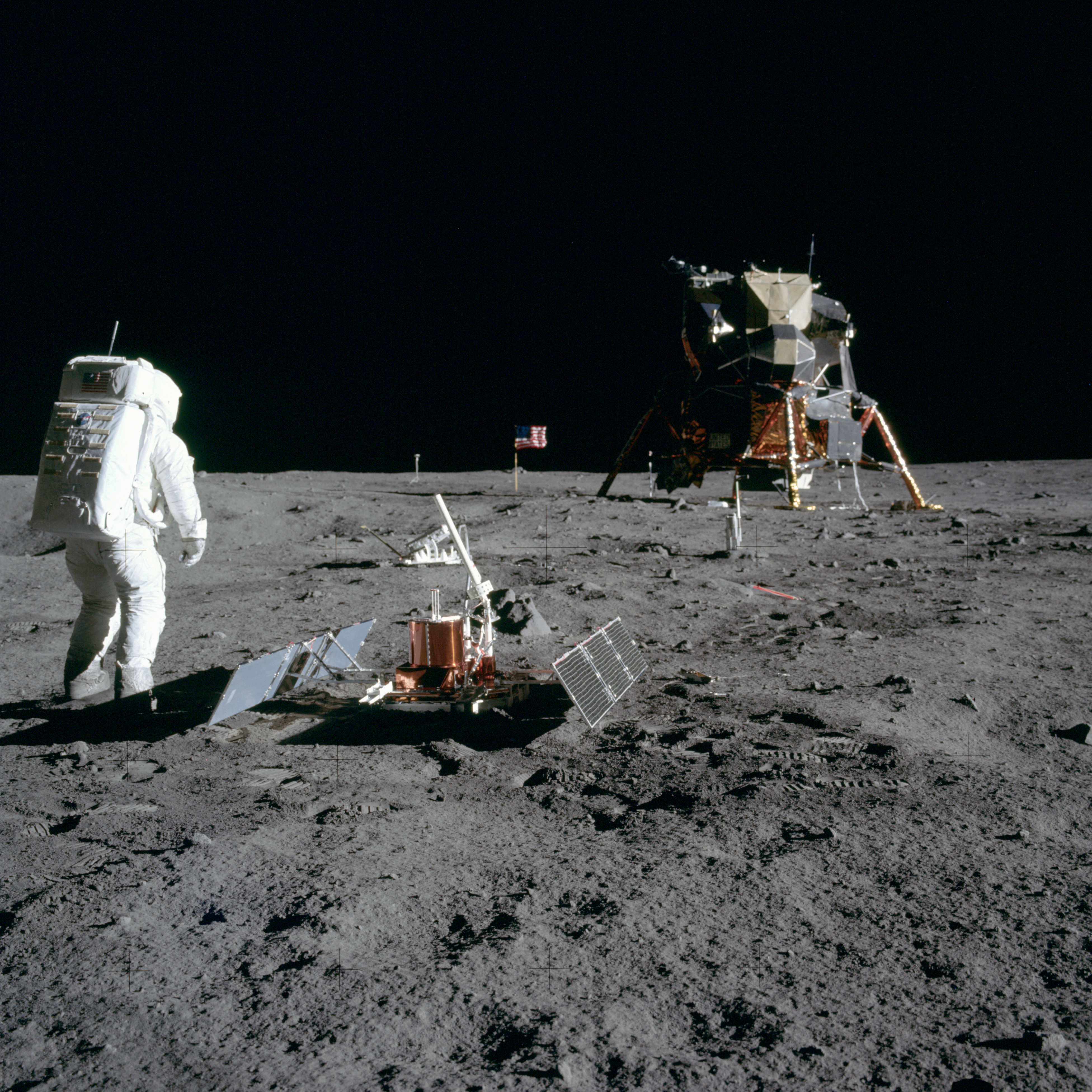
アポロ11号の搭乗員バズ・オルドリンと静かの基地
- 静かの基地の探査地図
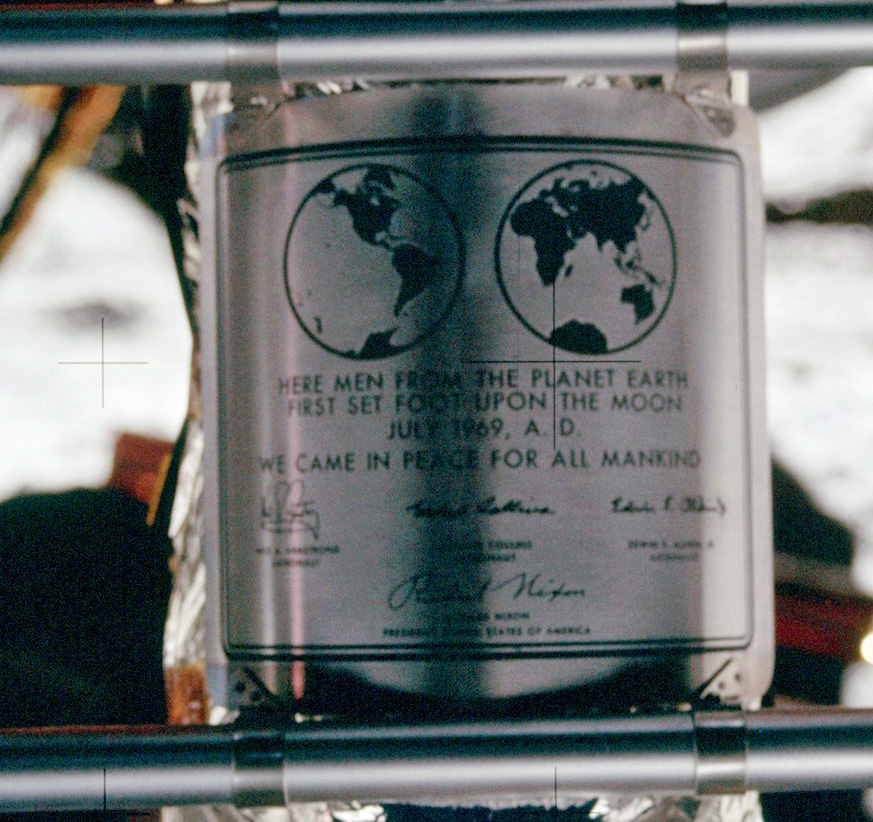
静かの基地に残した金属板